# Ga Lê Thị Riêng
Ga Lê Thị Riêng là một trong các nhà ga của Tuyến đường sắt đô thị Khu đô thị Tây Bắc - Thủ Thiêm nằm tại quận 3 và quận 10, Thành phố Hồ Chí Minh. 
Nhà ga nằm trên đường Cách Mạng Tháng Tám, phía Nam giáp công viên Lê Thị Riêng, phía bắc giáp siêu thị điện máy Chợ Lớn.

## Bố trí ga
| G                    | Mặt đất                         | Lối vào/Lối ra                                                                      |
| B1 Tầng trung chuyển | Tầng 1                          | Khu bán vé, khu thương mại, khu bộ phận kỹ thuật, khu cổng ra vào và cổng kiểm soát |
| B2 Tầng ke ga        | Ke ga 1                         | ← L2 Tuyến 2 đi Phạm Văn Hai (Hướng đi Củ Chi) (giai đoạn 1, đang thi công)         |
| B2 Tầng ke ga        | Ke ga đảo, cửa sẽ mở ở bên trái |                                                                                     |
| B2 Tầng ke ga        | Ke ga 2                         | → L2 Tuyến 2 đi Hòa Hưng (Hướng đi Thủ Thiêm) (giai đoạn 1, đang thi công) →        |